# Kamen Rider × Kamen Rider × Kamen Rider The Movie: Cho-Den-O Trilogy
Kamen Rider × Kamen Rider × Kamen Rider The Movie: Cho-Den-O Trilogy (仮面ライダー×仮面ライダー×仮面ライダー THE MOVIE 超・電王トリロジー Kamen Raidā × Kamen Raidā × Kamen Raidā Za Mūbī: Chō Den'ō Torirojī) là một loạt 3 bộ phim điện ảnh thuộc dòng phim Kamen Rider Den-O, và là một phần của Cho-Den-O Series. Những bộ phim này bắt đầu được công chiếu vào ngày 22 tháng 5 năm 2010, và các phần được công chiếu cách nhau 2 tuần. Tiểu ngữ của mỗi phim có chứa tên của nhân vật chính trong bộ phim đó.

## Episode Red
Phim đầu tiên là Episode Red: Zero no Star Twinkle (EPISODE RED ゼロのスタートウィンクル Episōdo Reddo Zero no Sutā Towinkuru, "Star của Zero Twinkle"). Tiêu ngữ của bộ phim là "Siêu việt không thời gian, chiến đấu vì tình yêu." (時空を超えて―愛のための戦い。 Jikū o koete - Ai no tame no tatakai.). Bộ phim được mô tả là một câu chuyện tình với nhân vật chính là Kamen Rider Zeronos, người có Zero Form màu đỏ. Câu chuyện kể về Sakurai Yuto và Nogami Airi, và các sự kiện đằng sau mối quan hệ của họ. Bộ phim được công chiếu ngày 22 tháng 5 năm 2010. Nakamura Yuichi lập lại vai diễn Sakurai Yuto của mình và Matsumoto Wakana lập lại vai diễn Airi Nogami trong phim này.

## Episode Blue
Bộ phim thứ 2, Episode Blue: The Dispatched Imagin is Newtral (EPISODE BLUE 派遣イマジンはＮＥＷトラル Episōdo Burū Haken Imajin wa Nyūtoraru) công chiếu vào ngày 5 tháng 6, với Kamen Rider New Den-O màu xanh dương. Tiêu ngữ của bộ phim là "Tạm biệt chiến hữu!? Ở cuối trận chiến sẽ là..." (さよなら、相棒!? 戦いの先にあるものとは―。 Sayonara, aibō!? Tatakai no saki ni aru mono towa -.). Chủ đề của bộ phim xoay quanh "Tình bạn" của Kotaro và Teddy. Giám đốc Maihara Kenzō tuyên bố rằng những người hân mộ loạt phim truyền hình sẽ yêu thích phần này trong bộ ba phim, và dự định chuyển câu chuyện của New Den-O thành một loạt phim truyền hình Den-O mới. Sakurada Dori lập lại vai diễn Nogami Kotaro trong phim này.

## Episode Yellow
Phim cuối cùng là Episode Yellow: Treasure de End Pirates (EPISODE YELLOW お宝DEエンド・パイレーツ Episōdo Ierō Otakara DE Endo Pairētsu, "Treasure of the End Pirates"). Tiêu ngữ của bộ phim là "Du hành qua các thế giới, một kho báu hoàn thiện rực rỡ!?" (世界を超えた―華麗にお宝コンプリート!? Sekai o koeta - Karei ni otakara konpurīto!?). Bộ phim được công chiếu ngày 19 tháng 6; với Kamen Rider Diend có một phần màu vàng trong bộ giáp và một tấm thẻ Diend Kamen Ride màu vàng. Câu chuyện xoay quanh Kaito Daiki quay lại Thế giới Den-O, và bị đuổi bắt bởi Kurosaki Reiji - Kamen Rider G Den-O vì hành vi phạm pháp của anh ta.Totani Kimito tuyên bố trên blog rằng anh sẽ diễn lại vai Kaito Daiki từ Kamen Rider Decade trong phim này. Kamen Rider Diend Complete Form cũng được giới thiệu trong bộ phim.

## Kamen Rider G Den-O
Chỉ có một Kamen Rider mới xuất hiện trong bộ ba phim Cho-Den-O là Kamen Rider G Den-O (仮面ライダーＧ電王 Kamen Raidā Jī Den'ō). Kurosaki Reiji (黒崎 レイジ Kurosaki Reiji, được thể hiện bởi Furukawa Yūta) là thành viên của lực lượng cảnh sát thời gian G Men (Ｇメン Jī Men). Bằng cách sử dụng Doberman Pinscher Imagin nhân tạo Eve (イブ Ibu, lồng tiếng bởi Takahashi Hiroki) bị giữ trong Rider Pass (ライダーパス Raidā Pasu) và G Den-O Belt (Gデンオウベルト Jī Den'ō Beruto), Kurosaki có thể biến thành G Den-O. Thiết kế của G Den-O được dựa trên xe cảnh sát Hoa Kỳ. Như Den-O và New Den-O, G Den-O được trang bị DenGasher (デンガッシャー Dengasshā) mà anh ta thường dùng ở Gun Mode (ガンモード Gan Mōdo) và một chế độ mới gọi là Jutte Mode (十手モード Jutte Mōdo). Đòn tấn công Full Charge của G Den-O không có tên, nhưng khi được kích hoạt, Eve hô "Perfect Weapon!".

## Diễn viên
Diễn viên trong cả ba phim
- Nogami Ryotaro (野上 良太郎 Nogami Ryōtarō?): Mizoguchi Takuya (溝口 琢矢 Mizoguchi Takuya?)[11]
- Kohana (コハナ Kohana?): Matsumoto Tamaki (松元 環季 Matsumoto Tamaki?)[11]
- Nogami Airi (野上 愛理 Nogami Airi?): Matsumoto Wakana (松本 若菜 Matsumoto Wakana?)[11]
- Naomi (ナオミ?): Akiyama Rina (秋山 莉奈 Akiyama Rina?)[11][12]
- Ozaki Seigi (尾崎 正義 Ozaki Seigi?): Nagata Akira (永田 彬 Nagata Akira?) of RUN&GUN
- Miura Issē (三浦 イッセー Miura Issē?): Ueno Ryo (上野 亮 Ueno Ryō?)
- Owner/Trạm Trưởng (オーナー／駅長 Ōnā/Ekichō?): Ishimaru Kenjirō (石丸 謙二郎 Ishimaru Kenjirō?)

Diễn viên trong Episode Red
- Yuto Sakurai (桜井 侑斗 Sakurai Yūto?): Yuichi Nakamura (中村 優一 Nakamura Yūichi?)
- Hiroshi Kikuchi (菊地 宏 Kikuchi Hiroshi?): Hideo Nakaizumi (中泉 英雄 Nakaizumi Hideo?)[5]
- Yuto Sakurai (Adult) (桜井 侑斗（大人） Sakurai Yūto (Otona)?): Tomonobu Okano (岡野 友信 Okano Tomonobu?)

Diễn viên trong Episode Blue
- Kotaro Nogami (野上 幸太郎 Nogami Kōtarō?): Dori Sakurada (桜田 通 Sakurada Dōri?)
- Miku Uehara (上原 美来 Uehara Miku?): Yuko Takayama (高山 侑子 Takayama Yūko?)
- Sanae Uehara (上原 早苗 Uehara Sanae?): Reiko Kusamura (草村 礼子 Kusamura Reiko?)[7]

Diễn viên Episode Yellow
- Daiki Kaito (海東 大樹 Kaitō Daiki?): Kimito Totani (戸谷 公人 Totani Kimito?)
- Reiji Kurosaki (黒崎 レイジ Kurosaki Reiji?): Yūta Furukawa (古川 雄大 Furukawa Yūta?)
- Sayuri Mizushima (水島 さゆり Mizushima Sayuri?): Urara Awata (粟田 麗 Awata Urara?)

### Diễn viên lồng tiếng
Diễn viên trong cả ba phim
- Momotaros (モモタロス Momotarosu?): Toshihiko Seki (関 俊彦 Seki Toshihiko?)
- Urataros (ウラタロス Uratarosu?): Kōji Yusa (遊佐 浩二 Yusa Kōji?)
- Kintaros (キンタロス Kintarosu?): Masaki Terasoma (てらそま まさき Terasoma Masaki?)
- Ryutaros (リュウタロス Ryūtarosu?): Kenichi Suzumura (鈴村 健一 Suzumura Ken'ichi?)

Diễn viên trong Episode Red
- Deneb (デネブ Denebu?): Hōchū Ōtsuka (大塚 芳忠 Ōtsuka Hōchū?)
- Piggies Imagin (ピギーズイマジン Pigīzu Imajin?)
  - Kazuya Nakai (中井 和哉 Nakai Kazuya?)
  - Kōsuke Toriumi (鳥海 浩輔 Toriumi Kōsuke?)
  - Tetsuya Kakihara (柿原 徹也 Kakihara Tetsuya?)

Diễn viên trong Episode Blue
- Sieg (ジーク Jīku?): Shin-ichiro Miki (三木 眞一郎 Miki Shin'ichirō?)
- Teddy (テディ Tedi?): Daisuke Ono (小野 大輔 Ono Daisuke?)
- Mantis Imagin (マンティスマジン Mantisu Imajin?): Michie Tomizawa (富沢 美智恵 Tomizawa Michie?)

Diễn viên trong Episode Yellow
- Eve (イブ Ibu?): Hiroki Takahashi (高橋 広樹 Takahashi Hiroki?)
- Spider Imagin (スパイダーイマジン Supaidā Imajin?): Akira Sasanuma (笹沼 尭羅 Sasanuma Akira?)
- Diendriver Voice, K-Touch Voice (ディエンドライバー音声、ケータッチ音声 Diendoraibā Onsei, Kētatchi Onsei?): Mark Okita (マーク 大喜多 Māku Ōkita?)

### Diễn viên phục trang
- Kamen Rider Den-O, Momotaros: Seiji Takaiwa (高岩 成二 Takaiwa Seiji?)
- Kamen Rider Zeronos, Kamen Rider New Den-O, Kamen Rider Orga: Makoto Itō (伊藤 慎 Itō Makoto?)
- Kamen Rider Diend, Urataros: Eitoku (永徳?)
- Kamen Rider G Den-O, Piggies Imagin, Anthopper Imagin (Ari), Spider Imagin: Norihito Itō (伊藤 教人 Itō Norihito?)
- Kintaros, Kamen Rider Caucasus: Jirō Okamoto (岡元 次郎 Okamoto Jirō?)
- Ryutaros: Toshihiro Ogura (おぐら としひろ Ogura Toshihiro?)
- Deneb: Yoshifumi Oshikawa (押川 善文 Oshikawa Yoshifumi?), Yugo Fujii (藤井 祐伍 Fujii Yūgo?)
- Sieg, Kamen Rider Glaive: Naoki Nagase (永瀬 尚希 Nagase Naoki?)
- Teddy: Shinichi Kaneda (金田 進一 Kaneda Shin'ichi?)
- Kamen Rider Kabuki: Hirofumi Fukuzawa (福沢 博文 Fukuzawa Hirofumi?)
- Kamen Rider Skull: Riichi Seike (清家 利一 Seike Riichi?)
- Mantis Imagin: Satoshi Fujita (藤田 慧 Fujita Satoshi?)

## Âm nhạc
Bài hát chủ đề trong Episode Red
- "Action-Zero 2010"
  - Lời: Shoko Fujibayashi
  - Sáng tác: LOVE+HATE & Shuhei Naruse
  - Cải biên: Shuhei Naruse
  - Thể hiện: Yuto Sakurai & Deneb (Yuichi Nakamura & Hōchū Ōtsuka)

Bài hát chủ đề trong Episode Blue
- "Double-Action Strike form"
  - Lời: Shoko Fujibayashi
  - Sáng tác: LOVE+HATE & Ryo (of defspiral)
  - Cải biên: Ryo (of defspiral)
  - Thể hiện: Kotaro Nogami & Teddy (Dori Sakurada & Daisuke Ono)

Bài hát chủ đề trong Episode Yellow
- "Climax-Action ~The Den-O History~" (Climax-Action ～The 電王 History～?)
  - Lời: Shoko Fujibayashi
  - Sáng tác: Shuhei Narusei & LOVE+HATE
  - Cải biên: LOVE+HATE